# Museo de ciencia

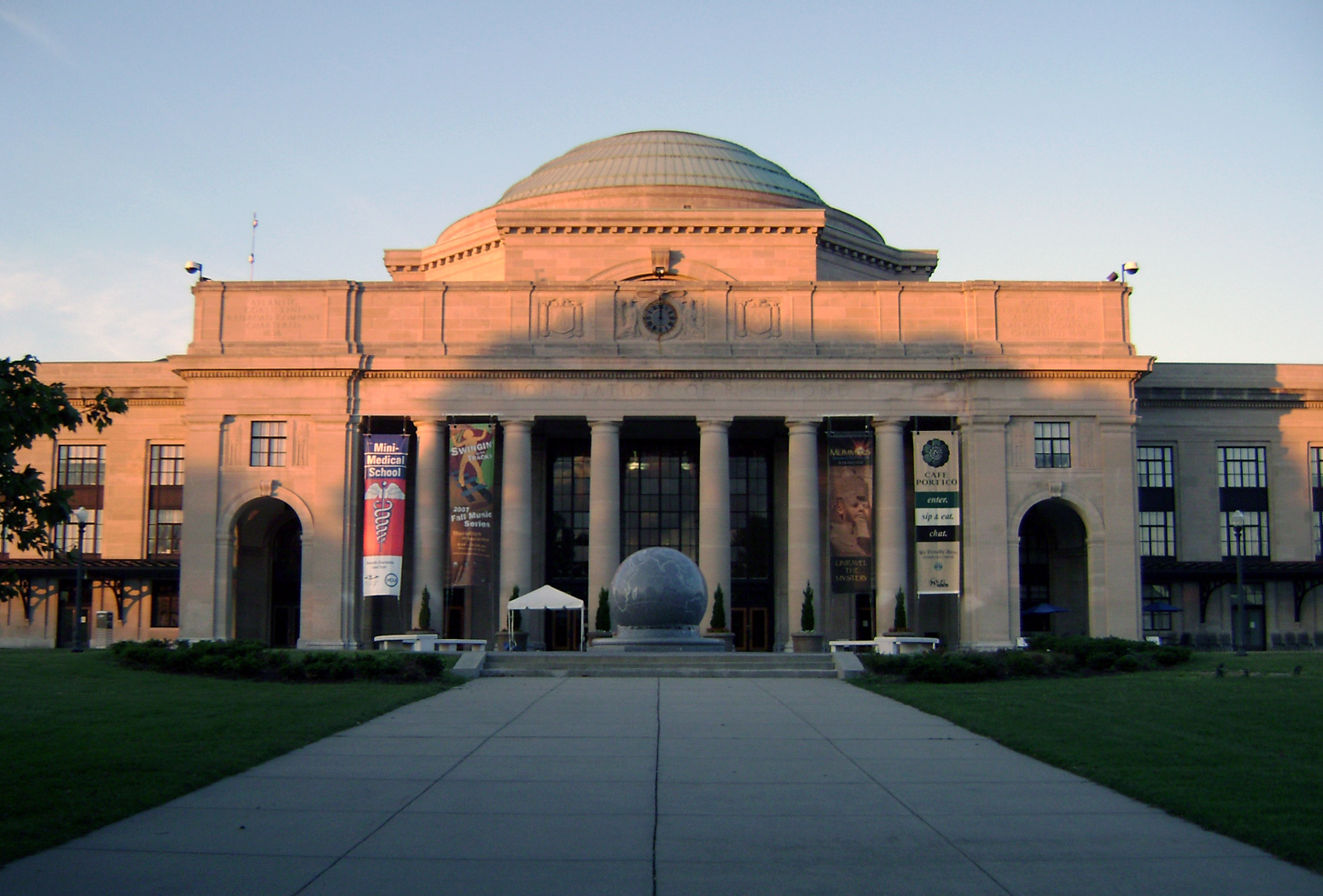
Entrada al Museo de la Ciencia de Virginia

Un museo de ciencia es un museo dedicado principalmente a la ciencia. Los antiguos museos científicos solían concentrarse en exposiciones estáticas de objetos relacionados con la historia natural, la paleontología, la geología, la industria y la maquinaria industrial, etc. Las tendencias modernas en museología han ampliado la gama de temas e introducido muchas exposiciones interactivas. Los museos científicos modernos, cada vez más denominados «centros de ciencia» o «centros de descubrimiento», también incorporan tecnología.
Aunque las declaraciones de intenciones de los centros científicos y los museos modernos pueden variar, por lo general son lugares que hacen accesible la ciencia y fomentan la emoción del descubrimiento.

## Historia
Ya en el Renacimiento, los aristócratas coleccionaban curiosidades para mostrarlas a sus familias. Las universidades y, en particular, las facultades de medicina también mantenían colecciones de estudio de especímenes para sus estudiantes. Los científicos y coleccionistas exponían sus hallazgos en gabinetes privados de curiosidades. Estas colecciones fueron las antecesoras de los modernos museos de historia natural.
En 1863 se inauguró el primer museo dedicado a la filosofía de la naturaleza, el original museo Ashmolean (ahora llamado Museo de Historia de la Ciencia) en Oxford (Inglaterra), aunque su alcance era mixto.
En 1752 se creó el primer museo de ciencias, el Museo de Ciencias Naturales de Madrid, que casi no sobrevivió a la España franquista. En la actualidad, el museo colabora estrechamente con el Consejo Superior de Investigaciones Científicas.
El Museo de la Universidad de Utrecht, creado en 1836 y el principal museo de investigación de los Países Bajos, es otro ejemplo de museo que muestra una amplia colección de «rarezas» animales y humanas del siglo XVIII en su entorno original.
Otra rama de la genealogía de los museos científicos se desarrolló durante la Revolución Industrial, cuando las grandes exposiciones nacionales mostraron los triunfos de la ciencia y la industria. Un ejemplo es la Gran Exposición de 1851 en el Palacio de Cristal de Londres (Inglaterra), cuyos excedentes contribuyeron al Museo de Ciencias de Londres, fundado en 1857.
En los Estados Unidos de América, varias sociedades de historia natural crearon colecciones a principios del siglo XIX. Más tarde se convirtieron en museos. Un ejemplo notable fue el Museo de Historia Natural de Nueva Inglaterra, (ahora el Museo de la Ciencia) que se inauguró en Boston en 1864. Otro fue la Academia de Ciencias de San Luis, fundada en 1856, la primera organización científica al oeste del Mississippi (aunque la organización gestionó colecciones científicas durante varias décadas, no se creó un museo formal hasta mediados del siglo XX).

## Museos de ciencia modernos
Parece que el pionero de los modernos museos científicos interactivos fue el Deutsches Museum de Múnich (Museo Alemán de Obras Maestras de la Ciencia y la Tecnología) a principios del siglo XX. Este museo contaba con exposiciones móviles en las que se animaba a los visitantes a pulsar botones y accionar palancas. En Francia el Museo Ampère, creado en 1931, es el primer museo científico interactivo, seguido en 1937 por el Palais de la Découverte. El concepto fue llevado a Estados Unidos por Julius Rosenwald, presidente de Sears, Roebuck and Company, que visitó el Deutsches Museum con su hijo pequeño en 1911. Quedó tan cautivado por la experiencia que decidió construir un museo similar en su ciudad natal. El Museo de la Ciencia y la Industria de Chicago se inauguró por fases entre 1933 y 1940.
En 1959, la Academia de Ciencias de San Luis creó formalmente el Museo de Ciencia e Historia Natural (actual Centro de Ciencias de San Luis), con numerosas exposiciones interactivas de ciencia e historia, y en agosto de 1969, Frank Oppenheimer dedicó su nuevo Exploratorium de San Francisco casi por completo a las exposiciones científicas interactivas, aprovechando la experiencia para publicar «Libros de cocina» que explican cómo construir versiones de las exposiciones del Exploratorium. El Centro de Ciencias de Ontario, inaugurado en septiembre de 1969, continuó la tendencia de presentar exposiciones interactivas en lugar de estáticas.
En 1973 se inauguró el primer cine Omnimax en el Centro de Ciencias Reuben H. Fleet, en el Parque Balboa de San Diego. La cúpula inclinada del Space Theater hacía las veces de planetario. El Centro de Ciencias era un museo de estilo exploratorio incluido como una pequeña parte del complejo. Esta combinación de museo científico interactivo, planetario y teatro Omnimax fue pionera en una configuración que ahora siguen muchos de los principales museos de ciencia.
También en 1973 se fundó la Asociación de Centros Científicos y Tecnológicos (ASTC) como organización internacional para ofrecer una voz colectiva, apoyo profesional y oportunidades de programación a los centros científicos, museos e instituciones afines.
La enorme Cité des sciences et de l'industrie (Ciudad de las Ciencias y la Industria) se inauguró en París en 1986, y pronto le siguieron centros nacionales en Dinamarca (Experimentarium), Finlandia (Heureka), y España (Museo de las Ciencias Príncipe Felipe). En el Reino Unido, los primeros centros interactivos también abrieron sus puertas en 1986 a una escala modesta, y más adelante, más de una década después, fueron financiados por la Lotería Nacional para proyectos de celebración del Milenio.
Desde la década de 1990 se han creado o ampliado considerablemente los museos y centros de ciencia en Asia. Algunos ejemplos son el Museo Nacional de la Ciencia de Tailandia y el Museo de la Ciencia Minato de Japón.

Planetario James S. McDonnell del Centro de Ciencias de San Luis
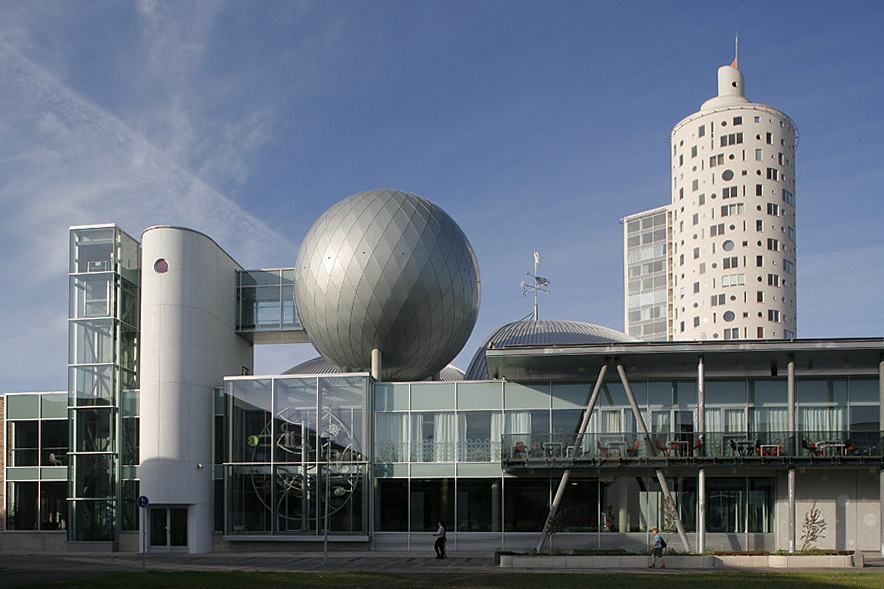
Centro Científico AHHAA en Tartu, Estonia
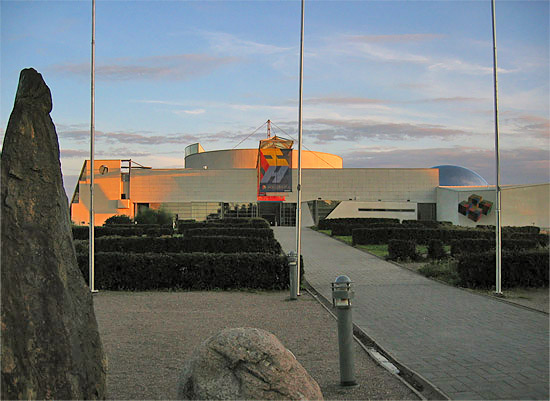
Centro de Ciencias Heureka en Tikkurila, Vantaa, Finlandia
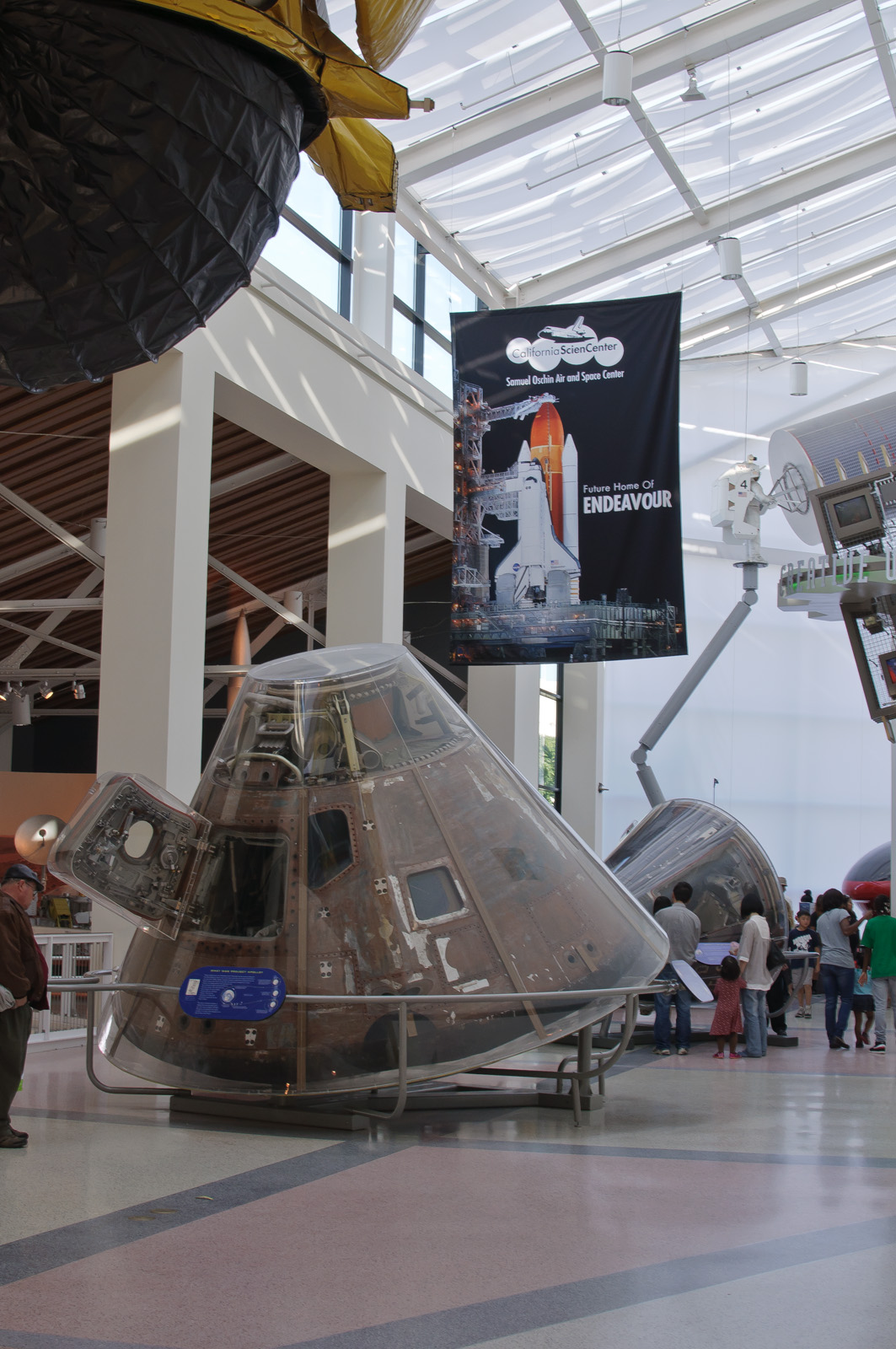
Exposición sobre el espacio en el Centro de Ciencias de California
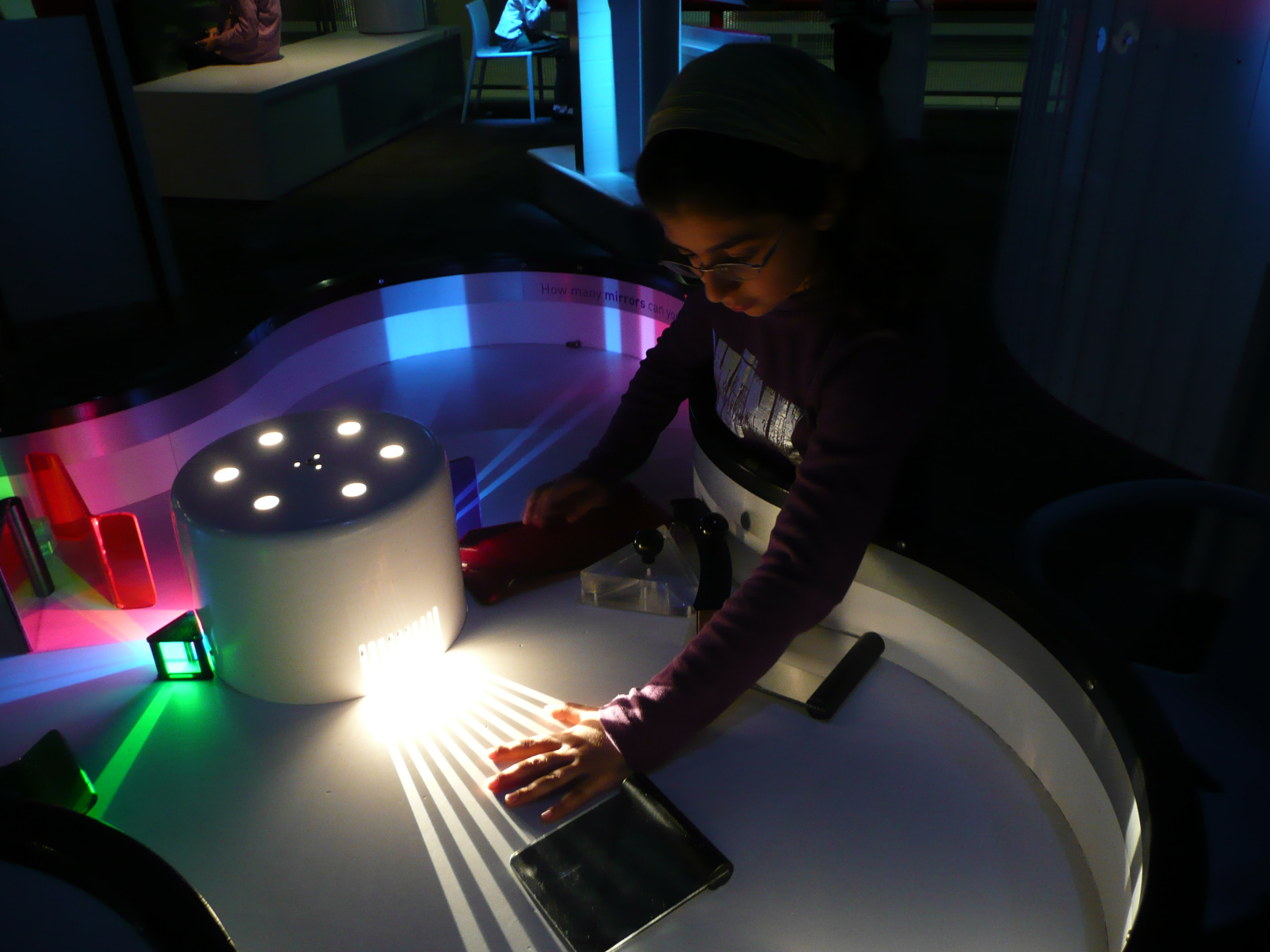
Exposición interactiva en el Museo de Ciencias de Londres

## Centros científicos

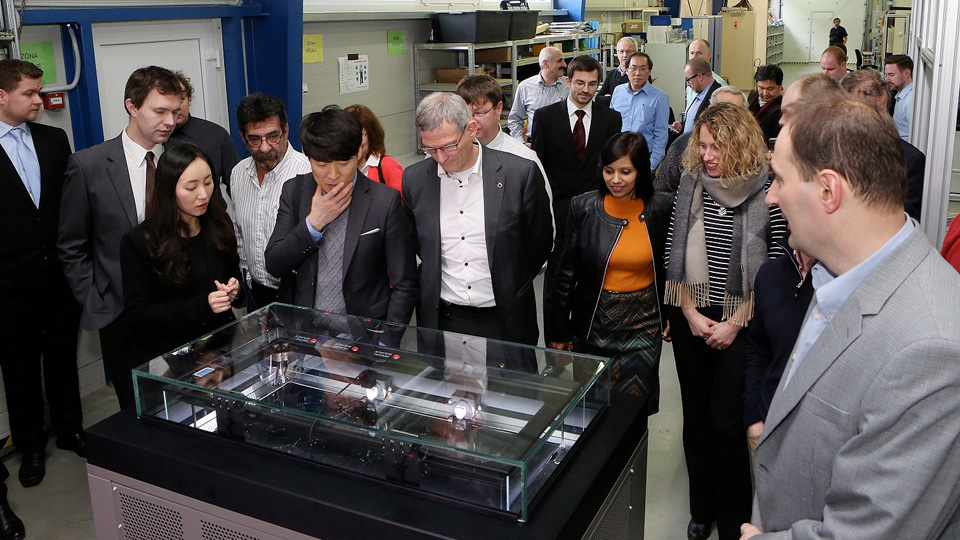
Las cámaras de niebla son muy populares entre los centros científicos para explicar la radiactividad. Las cámaras de nubes son capaces de visualizar partículas de radiación que de otro modo serían invisibles, lo que permite al público en general comprender los conceptos teóricos en la práctica.

Los museos que se autodenominan centros científicos hacen hincapié en un enfoque práctico, con exposiciones interactivas que animan a los visitantes a experimentar y explorar.
Urania (Centro de Ciencias) se fundó en Berlín en 1888. La mayor parte de sus exposiciones fueron destruidas durante la Segunda Guerra Mundial, al igual que las de una serie de museos técnicos alemanes. La Academia de Ciencias de San Luis (fundada en 1856) creó el Museo de Ciencias e Historia Natural de San Luis en 1959 (Centro de Ciencias de San Luis), pero en general los centros científicos son un producto de los años 60 y posteriores. En el Reino Unido, muchos se fundaron como proyectos del Milenio, con financiación del Fondo Nacional de Loterías.
El primer «centro científico» de Estados Unidos fue el Science Center of Pinellas County, fundado en 1959. El Pacific Science Center (una de las primeras grandes organizaciones que se autodenominó «centro de ciencias» en lugar de museo), abrió sus puertas en un edificio de la Feria Mundial de Seattle en 1962.
En 1969 se inauguró el Exploratorium de Oppenheimer en San Francisco (California) y el Ontario Science Centre cerca de Toronto (Ontario, Canadá). A principios de la década de 1970, el COSI Columbus, entonces conocido como Centro de Ciencia e Industria de Columbus (Ohio), organizó su primer «campamento».
En 1983, el Instituto Smithsoniano invitó a los visitantes a la Sala del Descubrimiento del recién inaugurado Centro de Apoyo al Museo Nacional de Historia Natural en Suitland (Maryland), donde podían tocar y manipular especímenes que antes estaban prohibidos.
Los museos de nuevo cuño se unieron para apoyarse mutuamente. En 1971, 16 directores de museos se reunieron para debatir la posibilidad de crear una nueva asociación, más adaptada a sus necesidades que la actual Asociación Americana de Museos (ahora Alianza Americana de Museos). A raíz de ello, en 1973 se creó formalmente la Asociación de Centros Científicos y Tecnológicos, con sede en Washington D. C., pero con una composición organizativa internacional.
La organización europea correspondiente es Ecsite, y en el Reino Unido, la Association of Science and Discovery Centres (Asociación de Centros de Ciencia y Descubrimiento) representa los intereses de más de 60 grandes organizaciones de participación científica. En la India, el Consejo Nacional de Museos de Ciencias gestiona centros científicos en varios lugares, como Delhi, Bhopal, Nagpur y Ranchi. También hay varios centros científicos privados, como el Birla Science Museum y el Science Garage de Hyderabad.